# كيكو رودريغوس
كيكو رودريغوس هو لاعب كرة قدم برتغالي، ولد في 27 فبراير 1997 في أفيرو في البرتغال. لعب مع نادي بنفيكا.

## وصلات خارجية
- كيكو رودريغوس على موقع قاعدة بيانات كرة القدم.إي يو (الإنجليزية)
- كيكو رودريغوس على موقع Soccerway.com (الإنجليزية)